# 유성 연구개 내파음
유성 연구개 내파음(有聲軟口蓋內破音)은 자음의 하나로 연구개에서 조음되는 유성 내파음이다.
이 소리를 나타내는 국제 음성 문자의 기호는 ⟨ɠ⟩이고 이에 해당하는 X-SAMPA 기호는 g_<이다. 물을 '꿀꺽'(gulping)하는 소리를 흉내낼 때 나는 소리로 영어 사용자에게 친숙하다.

## 예시
- 신드어: ڳ에서 이 소리가 난다.

## 같이 보기
- 무성 연구개 내파음